# NGC 8
NGC 8 ist ein Doppelstern im Sternbild Pegasus knapp nördlich des Himmelsäquators. Von der Erde aus gesehen liegt er etwa 3 Bogenminuten nordwestlich von NGC 9.
Er wurde am 29. September 1865 vom deutsch-baltischen Astronomen Otto Wilhelm von Struve entdeckt.